# Gemmocystis cylindrus
Gemmocystis cylindrus is een soort in de taxonomische indeling van de Myzozoa, een stam van microscopische parasitaire dieren. Het organisme komt uit het geslacht Gemmocystis en behoort tot de familie Gemmocystidae. Gemmocystis cylindrus werd in 1986 ontdekt door Upton & Peters.